# Ferdinand Jakob Siebert
Ferdinand Jakob Siebert (* 1791 in Treysa; † 1847 oder 1848 ebenda) war ein deutscher Theologe, Germanist und Volkskundler.

## Leben
Siebert entstammte einer hessischen Pfarrersfamilie. Als Theologe hatte er die theoretische Prüfung an der Philipps-Universität Marburg abgelegt. Auf Anregung des Marburger Professors Wachler, der auch Lehrer der Brüder Grimm gewesen war, wandte er sich der Germanistik zu. 1814 wurde er Rektor der Stadtschule in Treysa. In Treysa war er mit der Familie Mannel aus Allendorf befreundet, mit deren Tochter Friederike Mannel er kurzzeitig verlobt war und die ihn auf die Brüder Grimm aufmerksam machte. 1821 wurde Siebert Lehrer am Friedrichsgymnasium in Kassel und 1834 wurde er Pfarrer in Mörshausen bei Homberg (Efze).
Siebert bot sich Wilhelm Grimm an, Schwälmer Märchen für ihn zu sammeln. Ferdinand Siebert ist der volkskundliche Pionier, der systematisch folkloristische Studien der Schwalm betrieb. Von 1811 bis 1818 schrieb er sechs Briefe an Wilhelm Grimm. 1817 besuchte Jacob Grimm ihn in Treysa. 1812 erhielt er für seinen Beitrag zur Grimmschen Märchensammlung ein Freiexemplar der Erstausgabe und 1815 ein Freiexemplar des zweiten Märchenbandes und ein Sendschreiben, in welchem er zum Mitglied des Schwalmkreises, einer in Wien von Jacob Grimm 1815 gegründeten Gesellschaft, berufen wurde. 1816 trat er der Altertumsgesellschaft bei.

## Werk
Siebert sammelte für die Brüder Grimm die Märchen Gut Kegel- und Kartenspiel, Schneewittchen, Sechse kommen durch die ganze Welt, Von dem Sommer- und Wintergarten und Vom klugen Schneiderlein. Möglicherweise steuerte er auch die Märchen aus der Schwalmgegend Der Arme und der Reiche, Die treuen Tiere, Der Faule und der Fleißige und die Drei Brüder bei.